# Juhudi Kilimo
Juhudi Kilimo Company Limited — кенийская частная компания, предоставляющая микрокредиты мелким фермерам, в первую очередь на покупку производственных активов, а также производящая их обучение.

## Организация
Проект Juhudi Kilimo основан в 2004 году Алеке Дондо (англ. Aleke Dondo) как структура развиваемой им некоммерческой организации K-Rep Development Agency.
В 2009 году проект был преобразован в отдельную компанию.
Штаб-квартира Juhudi Kilimo расположена в Найроби (Кения).
Идеологом, первым руководителем (CEO) и после председателем Совета директоров Juhudi Kilimoбыл Алеке Дондо (англ. Aleke Dondo).
C октября 2010 года по апрель 2015 года компанией управлял Нат Робинсон (англ. Nat Robinson).
С апреля 2015 года руководителем компании стал Бернард Кивава (англ. Bernard Kivava).
Компания фондируется со стороны следующих инстуциональных социальных инвесторов: Acumen (2011), Grameen Foundation, Институт «Открытое общество» (Soros Economic Development Fund), Фонд Форда, Фонд Рокфеллера, Kiva и других организаций.

## Деятельность
Juhudi Kilimo — классическая микрокредитная организация, специализирующаяся на предоставлении займов мелким фермерам в сельских плоходоступных районах Кении.
Отличительной особенностью Juhudi Kilimo является обучение фермеров перед выдачей им кредитов.
Во время курсов соискатели получают финансовые и сельскохозяйственные знание, которые, по предположению создателей компании, повысят эффективность ведения хозяйства и принесут микропредпринимателям дополнительную экономическую отдачу.
Juhudi Kilimo финансирует производителей классической для внутреннего потребления сельскохозяйственной продукции — молочных коров и коз, птицы, свиней, кроликов и других домашних животных, рыбоводства; покупку сельскохозяйственной техники, в том числе для орошения и переработки продукции; приобретение транспорта, в том числе мотоциклов, велосипедов и других средств, прежде всего для транспортировки сельскохозяйственных товаров.
Работа с заёмщиками ведётся в основном через «кредитных офицеров», которые посредством выдаваемых им планшетов взаимодействуют с компанией через специализированную онлайн платформу.

## Показатели деятельности
В 2010 году Juhudi Kilimo профинансировала около 7 500 фермеров, в частности, предоставила кредиты на закупку 1 834 коров, что позволило удвоить и утроить доходы среднего фермера.
В 2012 году Juhudi Kilimo вышла на операционную рентабельность.
На март 2013 года Juhudi Kilimo выдала 10 000 займов.
На 2014 год Juhudi Kilimo предоставила кредиты более 20 120 фермерам на общую сумму более 11,7 млн долларов США.
Возвратность предоставленных средств составила около 95 %.

## Оценки
В 2011 году Фонд Шваба назвал основателя Juhudi Kilimo Алеке Дондо социальным предпринимателем года.
Уже в этот время Алеке Дондо называли «дедом микрофинансирования в Восточной Африке».
В апреле 2013 году Juhudi Kilimo стала первой сертифицированной B Lab компанией в Африке.